# Wibele

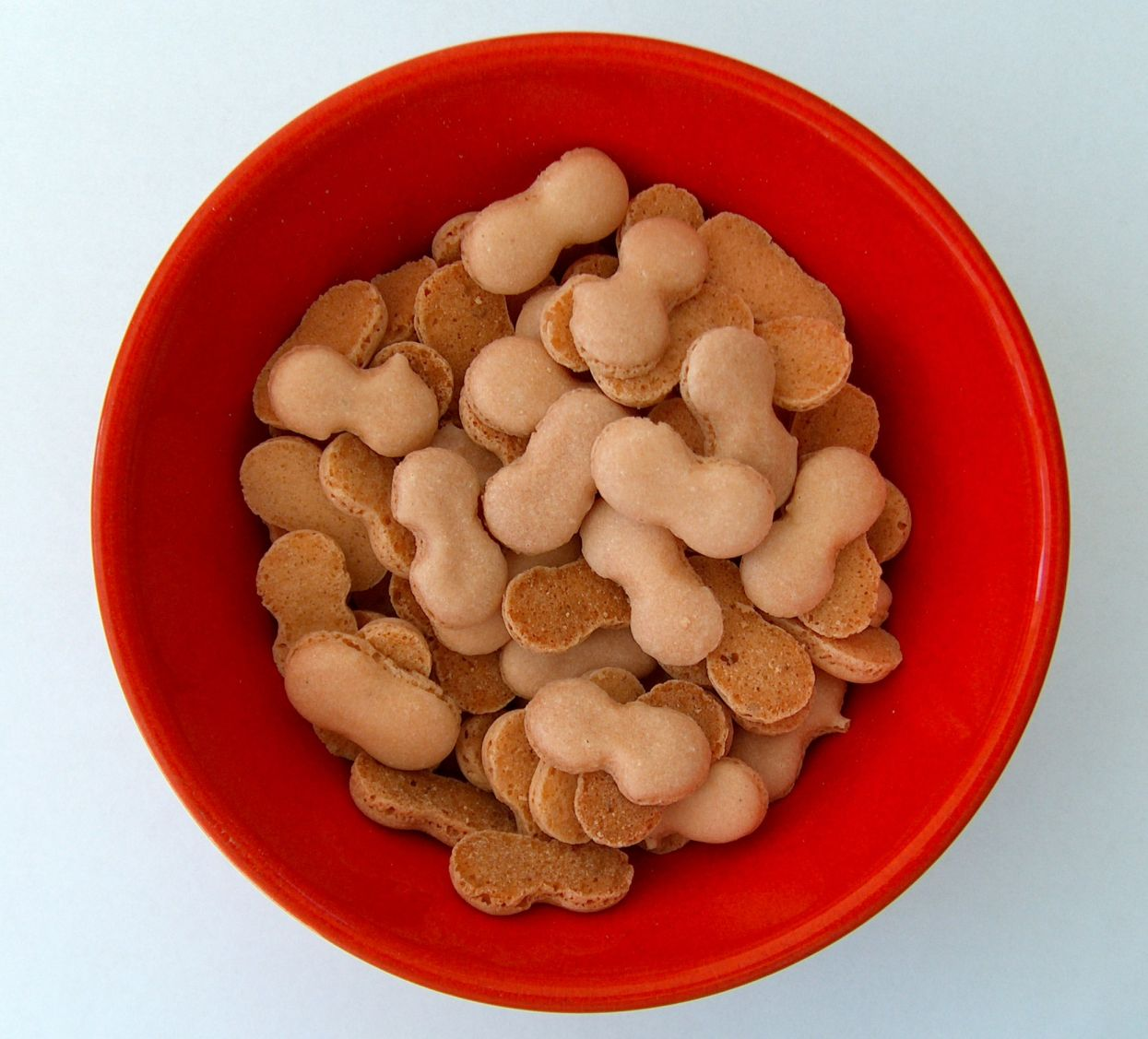
Wibele.

Las Wibele son galletas dulces muy pequeñas originarias de la ciudad franconia de Langenburg (Alemania), si bien actualmente se consideran una especialidad de Suabia. La masa se elabora con clara de huevo, azúcar glas, harina y azúcar vainillada. Son parecidas al Russisch Brot (‘pan ruso’), otro tipo de galleta alemana, con la diferencia de que solo se hornean hasta que están ligeramente doradas. Se les da forma de 8, y formalmente deben tener 22 mm de largo por 12 de ancho.
Fueron inventadas por el cocinero real del príncipe Hohenlohe-Langenburg, Jakob Christian Carl Wibel. El Café Bauer de Langenburg es la única empresa autorizada a producir el Original Wibele, debido a que su propietario registró los derechos en 1911. Sin embargo, las galletas Wibele son fabricadas por otras compañías.